# St. Libory (Nebraska)
St. Libory je naseljeno područje za statističke svrhe u američkoj saveznoj državi Nebraska. Prema popisu stanovništva iz 2010. u njemu je živjelo 264 stanovnika.